# Mont Dingjun
Pour le film de 1905, voir La Montagne Dingjun.
Le mont Dingjun (chinois simplifié : 定军山 ; chinois traditionnel : 定軍山 ; pinyin : Dìngjūn Shān) est une montagne du district de Mian situé dans la préfecture de Hanzhong, dans la province du Shaanxi, en Chine. Elle fait face au mont Tiandang, dont elle est séparée par la rivière Han ; elle est à proximité de l'ancien col Yangping.
La montagne est célèbre pour la bataille qui a eu lieu durant la période des Trois Royaumes, lorsque Huang Zhong du royaume Shu vainc et tue Xiahou Yuan du royaume Wei. Selon les Chroniques des Trois Royaumes, le premier ministre Shu Zhuge Liang souhaitait être enterré sur le mont Dingjun, un tombeau lui a alors été construit en son honneur. Huang Zhong y a également été enterré après sa mort, mais sa tombe fut déplacée à Chengdu pendant la dynastie Qing, et fut détruite pendant la Révolution culturelle.